# Dundocera angolana
Dundocera angolana là một loài nhện trong họ Ochyroceratidae. Loài này phân bố ở Angola.